# Římskokatolická farnost Oskava
Římskokatolická farnost Oskava je územní společenství římských katolíků v děkanátu Šternberk s farním kostelem svatého Floriána.

## Historie farnosti
Původní dřevěný kostel v Oskavě byl postaven v roce 1775 na místě bývalé hutě knížete Liechtensteina, aby místní obyvatelé nemuseli chodit na mši do hodinu vzdáleného Mladoňova. V roce 1776 bylo povoleno zřídit v obci vlastní hřbitov. Od roku 1778 byl v Oskavě zaměstnán jako první kaplan páter Caspar Langer. Jeho zásluhou byl kostel rozšířen o dřevěnou přístavbu, obstaral potřebný mobiliář, liturgické předměty a nový oltářní obraz sv. Floriána. V roce 1779 přistoupil ke stavbě fary a školy. K farnosti byly v roce 1783 připojeny také obce Elend ( dnes Nemrlov) a Moskelle (dnes Mostkov). Starý kostel byl již značně zchátralý a kapacitně nepostačoval rostoucímu počtu farníků. Páter Langer byl hlavním organizátorem výstavby nového kostela, na který finančně přispěli nejen kníže Liechtenstein, ale také drobnými částkami nebo řemeslnými pracemi i místní občané. V září roku 1785 byl kostel slavnostně vysvěcen.

## Duchovní správci
Od července 2016 je administrátor excurrend) R. D. Mgr. Karel Janečka.

## Bohoslužby
| Kostel           | Místo  | Bohoslužba (den)    | Hodina                                              | Poznámka     |
| ---------------- | ------ | ------------------- | --------------------------------------------------- | ------------ |
| svatého Floriána | Oskava | neděle středa pátek | 11.00 18.00 (kromě 3. v měsíci) 15.00 (1. v měsíci) | Farní kostel |

## Aktivity farnosti
Každoročně se ve farnosti koná tříkrálová sbírka, v roce 2015 se při ní vybralo 17 618 korun, v roce 2018 už dokonce 24 268 korun.